# Robert Emmerich
Robert Emmerich (Hanau, 23 de juliol de 1836 - Baden-Baden, 11 de juliol de 1891) fou un compositor i director alemany.
Estudià a Bonn, ingressà en l'exèrcit el 1859, es retirà el 1870 dedicant-se exclusivament des de llavors a la música, i el 1878 fou director d'orquestra del teatre de Magdeburg.

## Òperes
- Der Achwedensee,
- Van Dyck.
- Ascanio
- Huldigung dem Genius der Töne: cantata

Nombrosos líder, que són el millor de les seves composicions.